# Methylendithiocyanat
Methylendithiocyanat ist eine chemische Verbindung aus der Gruppe der Thiocyanate. Sie wird als Biozid zur Wasserentkeimung in Kühlkreisläufen sowie als Schleimverhinderungsmittel in der Papierherstellung verwendet.

## Gewinnung und Darstellung
Methylendithiocyanat kann durch eine Reaktion von Ammonium-, Natrium- oder Kaliumthiocyanat mit Dibrommethan oder Diiodmethan gewonnen werden.
{\displaystyle \mathrm {2\ NaSCN\ +\ CH_{2}I_{2}\longrightarrow \ CH_{2}(SCN)_{2}\ +\ 2\ NaI} }